# Озброєння Сухопутних військ Російської Федерації
Сухопутні війська Російської Федерації мають на озброєнні танки, бойові машини піхоти, бронетранспортери, артилерію різної потужності та призначення, протитанкові ракетні комплекси, зенітні ракетні комплекси, засоби управління, автоматичну стрілецьку зброю. Крім представлених зразків озброєння РФ володіє величезною кількістю вже застарілих і знятих з озброєння зброї.  Світло-сірим  помічені зразки техніки, що списуються.

## Індивідуальне обладнання
| Модель                                                                               | Зображення | Тип                                                                   | Походження | Деталі                                                                               |
| Уніформа                                                                             | Уніформа   | Уніформа                                                              | Уніформа   | Уніформа                                                                             |
| ------------------------------------------------------------------------------------ | ---------- | --------------------------------------------------------------------- | ---------- | ------------------------------------------------------------------------------------ |
| «Ратнік-ЗК»                                                                          |            | Бойова система екіпажу бойових машин                                  | Росія      | Введений як частина бойової системи піхоти «Ратнік».                                 |
| «Барміца»                                                                            |            | Бойова система піхоти                                                 | Росія      | Широко використовується.                                                             |
| «Ковбой»                                                                             |            | Танкістська уніформа                                                  | Росія      | Широке використання.                                                                 |
| «Перм'ячка»                                                                          |            | Піхотна форма                                                         | Росія      | Перм'ячка в центрі на фото.                                                          |
| 6Б43                                                                                 |            | Бронежилет                                                            | Росія      | Використовується, як частина системи "Ратнік".                                       |
| 6Б45                                                                                 |            | Бронежилет                                                            | Росія      | Частина бойової системи піхоти «Ратнік».                                             |
| 6Б46                                                                                 |            | Розвантажувальний бронежилет                                          | Росія      | Частина бойової системи піхоти «Ратнік».                                             |
| 6Ш117                                                                                |            | Розвантажувальний жилет                                               | Росія      | Частина системи "Ратнік".                                                            |
| 6Б47                                                                                 |            | Військовий шолом                                                      | Росія      | Частина бойової системи піхоти «Ратнік».                                             |
| 6Б26/6Б27/6Б28                                                                       |            | Військовий шолом                                                      | Росія      | Очікується, що він замінить СШ-68 та інші шоломи.                                    |
| ПМК-4                                                                                |            | Протигаз                                                              | Росія      | Частина бойової системи піхоти «Ратнік».                                             |
| ПМК-2                                                                                |            | Протигаз                                                              | СРСР Росія | [ 9 ]                                                                                |
| ЗКС-1 "Дублон"                                                                       |            | Захисний костюм сапера                                                | Росія      | [ 10 ]                                                                               |
| ОВР-1 "Сокол"                                                                        |            | Захисний костюм сапера                                                | Росія      | [ 11 ]                                                                               |
| ОВР-3Ш                                                                               |            | Захисний костюм сапера                                                | Росія      | [джерело?]                                                                           |
| ВКБО                                                                                 |            | Військова форма                                                       | Росія      | Всесезонний комплект базового обмундирування                                         |
| Модуль-Моноліт                                                                       |            | Кулезахисний жилет                                                    | Росія      | [ 12 ]                                                                               |
| Панцирь, Колпак, Чєрєпаха                                                            |            | Засоби індивідуального захисту                                        | Росія      | [ 13 ] [ 14 ] [ 15 ]                                                                 |
| Доспєхі-КП-М                                                                         |            | Бронекостюм                                                           | Росія      | [ 16 ]                                                                               |
| Авангард                                                                             |            | Захисний щит                                                          | Росія      | [ 17 ]                                                                               |
| Хімєра                                                                               |            | Камуфляжна куртка                                                     | Росія      | [ 18 ]                                                                               |
| СЛЕВ-1                                                                               |            | Автономна локальна електрична система опалення                        | Росія      | [ 19 ]                                                                               |
| СВІ та СЛВІ-15                                                                       |            | Водолазні костюми                                                     | Росія      | [ 20 ]                                                                               |
| ОЗК-Ф "Нерехта"                                                                      |            | Костюм хімзахисту                                                     | Росія      | [ 21 ]                                                                               |
| Комплекс "Стрілець-Часовой"                                                          |            | Охоронна браслетна система                                            | Росія      | [ 22 ] [ 23 ]                                                                        |
| Інша уніформа                                                                        |            |                                                                       |            |                                                                                      |
| Оса                                                                                  |            | Зброя нелетальної дії                                                 | Росія      | Використовується з електрошоковими пристроями «Гюрза» та «Паралізатор».              |
| НРС-2                                                                                |            | Ніж виживання                                                         | СРСР       |                                                                                      |
| ТПН-НДО                                                                              |            | Розвідувальний пристрій                                               | Росія      | [ 25 ]                                                                               |
| ПХРДД-3                                                                              |            | Хімічний розвідувальний пристрій                                      | Росія      |                                                                                      |
| ПХРДД-2Б                                                                             |            | Прилад хімічної розвідки                                              | Росія      | [ 26 ]                                                                               |
| КПО-1M                                                                               |            | Пристрій для забору проб                                              | Росія      | КПО-1M на зображенні.                                                                |
| Арбалет-2 та Мальва                                                                  |            | Парашути                                                              | Росія      | Використовується спецназом.                                                          |
| Д-10                                                                                 |            | Парашут                                                               | Росія      | Він був замінений на парашут Д-12 .                                                  |
| Д-6                                                                                  |            | Парашут                                                               | Росія      | [ 32 ]                                                                               |
| Р-187П1 "Азарт"                                                                      |            | Ручна бойова радіостанція                                             | Росія      | Введений, як частина бойової системи піхоти «Ратнік».                                |
| НАМОТКА-КС та "Арахіс"                                                               |            | Портативні радіостанції для розвідувальних груп                       | Росія      | [ 34 ]                                                                               |
| СНАРК-100Р                                                                           |            | Станція супутникового зв'язку                                         | Росія      |                                                                                      |
| Р-444-ПТН «Ладья»                                                                    |            | Малогабаритна станція супутникового зв'язку                           | Росія      | [ 35 ]                                                                               |
| Р-438 "Бар'єр-Т" та Р-438-М “Бєлозєр”                                                |            | Малогабаритні станції супутникового зв'язку                           | Росія      | [ 36 ] [ 37 ]                                                                        |
| Прєстіж                                                                              |            | Обладнання секретного зв'язку                                         | Росія      | Замінило обладнання Селеніт.                                                         |
| Оса та Шмєль                                                                         |            | Стільниковий телефон із підвищеним рівнем безпеки                     | Росія      | [ 38 ]                                                                               |
| Поліком                                                                              |            | Захист IP-телефонного обладнання                                      | Росія      |                                                                                      |
| Стрєлєц (КРУС-ВР)                                                                    |            | Система інформаційного контролю та зв'язку                            | Росія      | Входить до складу бойової системи піхоти «Ратнік».                                   |
| ПВУ-600                                                                              |            | Переносна система очищення води                                       | Росія      | [ 42 ]                                                                               |
| Око-2                                                                                |            | Геофізичний радар                                                     | Росія      | [ 43 ] [ 16 ]                                                                        |
| МГ-1                                                                                 |            | Глибинний металошукач                                                 | Росія      | [ 44 ] [ 45 ]                                                                        |
| ЗРП-2 «Тропа»                                                                        |            | Портативний прилад для розмінування                                   | Росія      | [ 46 ] [ 47 ]                                                                        |
| ІНВУ-3M "Коршун" та УР-83П                                                           |            | Металодетектори                                                       | Росія      | Установка розмінування УР-83П «Змей Горинич» створена на базі автомобіля КАМАЗ-5350. |
| ІМПС-2, ПІПЛ та ППО-2I                                                               |            | Міношукачі                                                            | Росія      | [ 50 ] [ 20 ] [ 51 ]                                                                 |
| ІМД-7                                                                                |            | Прилад для вимірювання доз радіації                                   | Росія      |                                                                                      |
| ДП-5В                                                                                |            | Прилад для вимірювання доз радіації                                   | СРСР       |                                                                                      |
| ГСА-4                                                                                |            | Газовий дитектор                                                      | Росія      | [ 52 ]                                                                               |
| РЛС 1Л227 "Соболятник"                                                               |            | Переносний радар                                                      | Росія      | [ 53 ] [ 54 ]                                                                        |
| РЛС "Аістьонок"                                                                      |            | Переносний радар                                                      | Росія      | [ 55 ]                                                                               |
| ПСНР-8M та Кредо-M1                                                                  |            | Переносний радар                                                      | Росія      |                                                                                      |
| СБР-5M (Фара-ВР)                                                                     |            | Переносний радар спостереження за полем бою                           | Росія      | [ 58 ]                                                                               |
| Лісочок                                                                              |            | Портативна станція РЕБ                                                | Росія      | [ 59 ] [ 60 ]                                                                        |
| Іронія та Ветриган/Секстан                                                           |            | Оптичні системи спостереження/Розвідувально-сигнальне обладнання      | Росія      | "Іронія" може бути як у портативній так і в механізовано-гірській версії.            |
| ЛПР-1 (1Д13)                                                                         |            | Лазерний далекомір                                                    | СРСР       | [ 63 ]                                                                               |
| ЛПР-2 "Анод"                                                                         |            | Лазерний далекомір                                                    | Росія      | [ 64 ]                                                                               |
| ЛПР-3                                                                                |            | Лазерний далекомір                                                    | Росія      | [ 65 ]                                                                               |
| ЛПР-4                                                                                |            | Лазерний далекомір                                                    | Росія      | [ 66 ]                                                                               |
| Перуніт-Б та Грот-Н та М/Оріон                                                       |            | Спутникова навігаційну система                                        | Росія      | [ 67 ] [ 68 ] [ 69 ] [ 70 ]                                                          |
| 1ПР141-1 та прилади сімейства "Малиш" /Стрілок/Інтеграція-64, Оператор та Карта-2005 |            | Пристрої нічного баченя/Балістичний вимірювач/Геоінформаційна система | Росія      | [ 71 ] [ 72 ] [ 73 ] [ 74 ]                                                          |
| 1 ПН 140-2 Шахін                                                                     |            | Тепловізор                                                            | Росія      | [ 71 ] [ 75 ]                                                                        |
| 1 Л111 Фара-1                                                                        |            | Радарна система                                                       | Росія      | [ 76 ]                                                                               |

## Бронетехніка
| Тип                                                                    | Зображення                                  | Виробництво                                 | Призначення                                 | Кількість                                   | Примітки                                    |
| Основні бойові танки (MBT Main battle tank)                            | Основні бойові танки (MBT Main battle tank) | Основні бойові танки (MBT Main battle tank) | Основні бойові танки (MBT Main battle tank) | Основні бойові танки (MBT Main battle tank) | Основні бойові танки (MBT Main battle tank) |
| ---------------------------------------------------------------------- | ------------------------------------------- | ------------------------------------------- | ------------------------------------------- | ------------------------------------------- | ------------------------------------------- |
| Т-90 Т-90А                                                             |                                             | Росія                                       | Основний бойовий танк                       | 220                                         | До 4000 танків всіх видів на зберіганні     |
| Т-72Б3                                                                 |                                             | СРСР Росія                                  | Основний бойовий танк                       | 650                                         | До 4000 танків всіх видів на зберіганні     |
| Т-80БВ Т-80У                                                           |                                             | СРСР Росія                                  | Основний бойовий танк                       | 250                                         | До 4000 танків всіх видів на зберіганні     |
| Т-72Б Т-72БА                                                           |                                             | СРСР Росія                                  | Основний бойовий танк                       | 300                                         | До 4000 танків всіх видів на зберіганні     |
| Т-64А Т-64БВ                                                           |                                             | СРСР                                        | Основний бойовий танк                       | 100                                         | До 4000 танків всіх видів на зберіганні     |
| Т-62М Т-62МВ                                                           |                                             | СРСР                                        | Основний бойовий танк                       | 200                                         | До 4000 танків всіх видів на зберіганні     |
| Т-55А                                                                  |                                             | СРСР                                        | Основний бойовий танк                       | 30                                          | До 4000 танків всіх видів на зберіганні     |
| Розвідка (recce reconnaissance)                                        |                                             |                                             |                                             |                                             |                                             |
| БРДМ-2 БРДМ-2А                                                         |                                             | СРСР                                        | Бойова розвідувальна машина                 | 0                                           | До 100 на зберіганні.                       |
| БРМ-1К                                                                 |                                             | СРСР Росія                                  | Бойова розвідувальна машина                 | 200                                         |                                             |
| Бойова машина піхоти (IFV Infantry fighting vehicle)                   |                                             |                                             |                                             |                                             |                                             |
| БМП-1                                                                  |                                             | СРСР                                        | Бойова машина піхоти                        | 800                                         | 2800 БМП1-2 на зберіганні                   |
| БМП-2                                                                  |                                             | СРСР                                        | Бойова машина піхоти                        | 2100                                        | 2800 БМП1-2 на зберіганні                   |
| БМП-3                                                                  |                                             | СРСР Росія                                  | Бойова машина піхоти                        | 350                                         |                                             |
| БТР-80А                                                                |                                             | СРСР Росія                                  | Бронетранспортер                            | 100                                         |                                             |
| БТР-82А/БТР-82АМ                                                       |                                             | Росія                                       | Бронетранспортер                            | 700                                         |                                             |
| Бронетранспортери (APC armoured personnel carrier)                     |                                             |                                             |                                             |                                             |                                             |
| APC (T)                                                                |                                             |                                             |                                             |                                             |                                             |
| БМО-Т                                                                  |                                             | Росія                                       | Бойова машина вогнеметників                 | <10                                         |                                             |
| МТ-ЛБ                                                                  |                                             | СРСР Україна                                | Бронетранспортер                            | 2500                                        | 1000 на зберіганні. Всіх модификацій.       |
| APC (W)                                                                |                                             |                                             |                                             |                                             |                                             |
| БТР-60                                                                 |                                             | СРСР                                        | Бронетранспортер                            | 800                                         | Ще 1300 БТР-60/70 на зберіганні.            |
| БТР-70                                                                 |                                             | СРСР                                        | Бронетранспортер                            | 200                                         | Ще 1300 БТР-60/70 на зберіганні.            |
| БТР-80                                                                 |                                             | СРСР Росія                                  | Бронетранспортер                            | 1200                                        |                                             |
| Захищений патрульний транспортний засіб (PPV protected patrol vehicle) |                                             |                                             |                                             |                                             |                                             |
| Тайфун К-63968 Тайфун -У                                               |                                             | Росія                                       | Бронеавтомобіль                             | 0+                                          |                                             |
| (AUV armoured utility vehicle)                                         |                                             |                                             |                                             |                                             |                                             |
| ГАЗ-2975 «Тигр» АМН 233114 «Тигр-М»                                    |                                             | Росія                                       | Бронеавтомобіль                             | 0+                                          |                                             |
| Рись                                                                   |                                             | Італія Росія                                | Бронеавтомобіль                             | 0+                                          |                                             |
| Самохідні ПТРК                                                         |                                             |                                             |                                             |                                             |                                             |
| Штурм-С                                                                |                                             | СРСР                                        | Самохідний протитанковий ракетний комплекс  | 864                                         |                                             |
| Конкурс                                                                |                                             | СРСР                                        | Самохідний протитанковий ракетний комплекс  | 263                                         |                                             |
| Хризантема-С                                                           |                                             | Росія                                       | Самохідний протитанковий ракетний комплекс  | 28 +                                        |                                             |

## Автомобілі
| Тип                   | Зображення | Вантажопідйомність | Виробництво | Призначення    | Кількість  | Примітки   |
| Автомобілі            | Автомобілі | Автомобілі         | Автомобілі  | Автомобілі     | Автомобілі | Автомобілі |
| --------------------- | ---------- | ------------------ | ----------- | -------------- | ---------- | ---------- |
| УАЗ-469               |            |                    | СРСР Росія  | Позашляховик   | ?          |            |
| УАЗ-452               |            |                    | СРСР Росія  | Позашляховик   | ?          |            |
| УАЗ-3163              |            |                    | Росія       | Позашляховик   | ?          |            |
| Вантажівки            |            |                    |             |                |            |            |
| ГАЗ-3308 «Садко»      |            | 2 т                | Росія       | Вантажівка     | ?          |            |
| КАМАЗ-4326 КАМАЗ-4350 |            | 4 т                | Росія       | Вантажівка     | ?          |            |
| КАМАЗ-5350            |            | 6 т                | Росія       | Вантажівка     | ?          |            |
| Урал-43206            |            | 4,2 т              | СРСР Росія  | Вантажівка     | ?          |            |
| Урал-4320             |            | 7 т                | СРСР Росія  | Вантажівка     | ?          |            |
| Урал-5323             |            | 10 т               | Росія       | Вантажівка     | ?          |            |
| КАМАЗ-65225           |            |                    | Росія       | Сідловий тягач | ?          |            |

## Ракетна зброя
| Тип                                              | Зображення                                   | Калібр                                       | Виробництво                                  | Призначення                                  | Кількість                                    | Примітки                                                            |
| Протитанкові гранатомети і реактивні гранати     | Протитанкові гранатомети і реактивні гранати | Протитанкові гранатомети і реактивні гранати | Протитанкові гранатомети і реактивні гранати | Протитанкові гранатомети і реактивні гранати | Протитанкові гранатомети і реактивні гранати | Протитанкові гранатомети і реактивні гранати                        |
| ------------------------------------------------ | -------------------------------------------- | -------------------------------------------- | -------------------------------------------- | -------------------------------------------- | -------------------------------------------- | ------------------------------------------------------------------- |
| РПО «Шмель»                                      |                                              | 93 мм                                        | СРСР Росія                                   | Реактивний вогнемет                          |                                              | Одноразовий.                                                        |
| РПГ-7                                            |                                              |                                              | СРСР Росія                                   | Ручний протитанковий гранатомет              |                                              | Багаторазовий.                                                      |
| РПГ-26                                           |                                              | 72,5 мм                                      | СРСР Росія                                   | Реактивна граната                            |                                              | Одноразова реактивна протитанкова граната.                          |
| РПГ-27                                           |                                              | 105 мм                                       | СРСР Росія                                   | Реактивна граната                            |                                              | Одноразова реактивна протитанкова граната.                          |
| РПГ-28                                           |                                              | 125 мм                                       | Росія                                        | Реактивна граната                            |                                              | Одноразова реактивна протитанкова граната.                          |
| РПГ-29                                           |                                              | 105 мм                                       | Росія                                        | Ручний протитанковий гранатомет              |                                              | Багаторазовий.                                                      |
| РПГ-30                                           |                                              | 105 мм                                       | Росія                                        | Реактивна граната                            |                                              | Одноразова реактивна протитанкова граната.                          |
| Переносні зенітно-реактивні комплекси            |                                              |                                              |                                              |                                              |                                              |                                                                     |
| Ігла                                             |                                              |                                              | СРСР Росія                                   | Переносний зенітно-ракетний комплекс         |                                              |                                                                     |
| Верба                                            |                                              |                                              | Росія                                        | Переносний зенітно-ракетний комплекс         |                                              |                                                                     |
| Протитанкові ракетні комплекси                   |                                              |                                              |                                              |                                              |                                              |                                                                     |
| Фагот                                            | 9M111 AT-4 Spigot                            |                                              | СРСР Росія                                   | Протитанковий ракетний комплекс              | 1000                                         |                                                                     |
| Конкурс(-М)                                      | 9M113 Konkurs launcher                       |                                              | СРСР Росія                                   | Протитанковий ракетний комплекс              |                                              |                                                                     |
| Штурм(-С)                                        | Krzesiny 82RB                                |                                              | СРСР Росія                                   | Протитанковий ракетний комплекс              |                                              |                                                                     |
| Хризантема(-С)                                   |                                              |                                              | Росія                                        | Протитанковий ракетний комплекс              | більше 10 комплексів                         |                                                                     |
| Метис(-М)                                        | Antitank missile system Metis-M1             |                                              | СРСР Росія                                   | Протитанковий ракетний комплекс              |                                              |                                                                     |
| Корнет(-Э,-Д,-ЭМ)                                | 9M133 Kornet                                 |                                              | Росія                                        | Протитанковий ракетний комплекс              | 750+                                         |                                                                     |
| Тактичні і оперативно-тактичні ракетні комплекси |                                              |                                              |                                              |                                              |                                              |                                                                     |
| Точка                                            |                                              |                                              | СРСР Росія                                   | Тактична ракета                              | 70+                                          |                                                                     |
| Іскандер                                         |                                              |                                              | Росія                                        | Тактична ракета                              | 140                                          | Йде виробництво і поставка комплексів в війська. Планується 120 ПУ. |

## ППО
| Тип                | Зображення  | Виробництво | Призначення                 | Кількість   | Примітки    |
| Системи ППО        | Системи ППО | Системи ППО | Системи ППО                 | Системи ППО | Системи ППО |
| ------------------ | ----------- | ----------- | --------------------------- | ----------- | ----------- |
| ЗУ-23              |             | СРСР Росія  | Зенітний кулемет            |             |             |
| ЗСУ-23-4 «Шилка»   |             | СРСР        | Зенітна самохідна установка |             |             |
| 2К22М «Тунгуска-М» |             | СРСР Росія  | ЗРГК близької дії           | 250+        |             |
| Тор                |             | СРСР Росія  | ЗРК малої дії               | 120+        |             |
| 9К33М3 «Оса-АКМ»   |             | СРСР        | ЗРК малої дії               | 400         |             |
| Стріла-10          |             | СРСР        | ЗРК ближньої дії            | 400         |             |
| Бук                |             | СРСР Росія  | ЗРК середньої дії           | 350+        |             |
| С-300В             |             | СРСР Росія  | ЗРК дальньої дії            |             |             |

## Безпілотні літальні апарати
| Тип                         | Зображення                  | Виробництво                 | Призначення                   | Кількість                   | Примітки                                       |
| Безпілотні літальні апарати | Безпілотні літальні апарати | Безпілотні літальні апарати | Безпілотні літальні апарати   | Безпілотні літальні апарати | Безпілотні літальні апарати                    |
| --------------------------- | --------------------------- | --------------------------- | ----------------------------- | --------------------------- | ---------------------------------------------- |
| ZALA 421-08                 |                             | Росія                       | БпЛА                          | ?                           | Надмалий розвідник і коректувальник артилерії. |
| Дозор-85                    |                             | Росія                       | Розвідувальний БпЛА           | <6                          |                                                |
| Іркут-200                   |                             | Росія                       | Розвідувальний БпЛА           | <12                         |                                                |
| Форпост                     |                             | Росія                       | Тактичний розвідувальний БпЛА | ?                           | Ліцензійний IAI Searcher 2                     |
| Пчела-1Т                    |                             | Росія                       | Розвідувальний БпЛА           | ?                           |                                                |
| Типчак                      |                             | Росія                       | Розвідувальний БпЛА           | ?                           |                                                |
| Ланцет                      |                             | Росія                       | Дрон-камікадзе                |                             |                                                |
| БАС-80                      |                             | Росія                       | Дрон-камікадзе                |                             |                                                |

## Стрілецька зброя
| Тип                      | Зображення | Патрон            | Виробництво | Призначення                           | Кількість  | Примітки |  |
| Пістолети                | Пістолети  | Пістолети         | Пістолети   | Пістолети                             | Пістолети  | Пістолети |  |
| ------------------------ | ---------- | ----------------- | ----------- | ------------------------------------- | ---------- | --- |  |
| ПМ                       |            | 9×18 мм ПМ        | СРСР Росія  | Пістолет                              |            | |  |
| ПММ                      |            | 9×18 мм ПММ       | Росія       | Пістолет                              |            | |  |
| ПСМ                      |            | 5,45×18 мм        | Росія       | Пістолет                              |            | Особиста зброя вищого командного складу.                                                                       |  |
| МР-443 «Грач»            |            | 9×19 мм Парабелум | Росія       | Пістолет                              |            | |  |
| Автомати                 |            |                   |             |                                       |            | |  |
| АК74 АК74М АК74М3        |            | 5,45×39 мм        | СРСР Росія  | Автомат                               | 17 000 000 | Міноборони Росії працює над планом проведення модернізації АК-74 на АК-74М3 і утилізації відпрацьованої зброї. |  |
| АКС74У                   |            | 5,45×39 мм        | СРСР Росія  | Автомат                               | 17 000 000 | |  |
| Вал                      |            | 9×39 мм           | Росія       | Автомат                               |            | |  |
| Снайперські гвинтівки    |            |                   |             |                                       |            | |  |
| СВД                      |            | 7,62×54 мм R      | СРСР Росія  | Автомат                               |            | |  |
| ВСС «Гвинторіз»          |            | 9×39 мм           | СРСР Росія  | Безшумна снайперська гвинтівка        |            | |  |
| ВСК-94                   |            | 9×39 мм           | Росія       | Безшумна снайперська гвинтівка        |            | |  |
| АСВК                     |            | 12,7×108 мм       | Росія       | Великокаліберна снайперська гвинтівка |            | |  |
| Кулемети                 |            |                   |             |                                       |            | |  |
| ПКМ                      |            | 7,62×54 мм R      | СРСР Росія  | Єдиний кулемет                        |            | |  |
| Печенєг                  |            | 7,62×54 мм R      | Росія       | Єдиний кулемет                        |            | |  |
| НСВ                      |            | 12,7×108 мм       | СРСР        | Крупнокаліберний кулемет              |            | |  |
| Корд                     |            | 12,7×108 мм       | Росія       | Крупнокаліберний кулемет              |            | |  |
| Протипіхотні гранатомети |            |                   |             |                                       |            | |  |
| ГП-30 ГП-30М             |            | 40 мм             | СРСР Росія  | Підствольний гранатомет               |            | |  |
| АГС-17 «Пламя»           |            | 30×29 мм          | СРСР        | Автоматичний станковий гранатомет     |            | |  |
| АГС-30                   |            | 30×29 мм          | Росія       | Автоматичний станковий гранатомет     |            | |  |

## Міни
| Тип    | Зображення | Патрон                            | Призначення         | Виробництво | Кількість                                   | Примітки |
| Міни   | Міни       | Міни                              | Міни                | Міни        | Міни                                        | Міни     |
| ------ | ---------- | --------------------------------- | ------------------- | ----------- | ------------------------------------------- | -------- |
| ОЗМ    |            | Тиск, різна дія                   | Протитанкова міна   | СРСР        | ~500 г THT, осколкова міна.                 |          |
| ПОМЗ-2 |            | Тиск, різна дія                   | Противопіхотна міна | СРСР        | ~75 г динаміту, осколкова міна.             |          |
| ПМН    |            | Дія на тиск                       | Протипіхотна міна   | СРСР        | ~240 г динаміт, протипіхотна підривна міна. |          |
| TM-46  |            | Дія на тиск                       | Протитанкова міна   | СРСР        | 5.7 кг THT.                                 |          |
| TM-57  |            | Тиск                              | Протитанкова міна   | СРСР        | 6.3 кг динаміт.                             |          |
| TM-62  |            | Тиск                              | Протитанкова міна   | СРСР        | 7.5 кг THT.                                 |          |
| TM-83  |            | Сейсмічний сенсор/оптичний сенсор | Протитанкова міна   | Росія       | ~13 кг THT.                                 |          |
| TM-89  |            | Магнітні датчики реагування       | Протитанкова міна   | Росія       | ~10 кг THT.                                 |          |

## Артилерія
| Тип                                  | Зображення                        | Калібр                            | Виробництво                       | Призначення                       | Кількість                         | Примітки                                                       |
| Самохідні артилерійські установки    | Самохідні артилерійські установки | Самохідні артилерійські установки | Самохідні артилерійські установки | Самохідні артилерійські установки | Самохідні артилерійські установки | Самохідні артилерійські установки                              |
| ------------------------------------ | --------------------------------- | --------------------------------- | --------------------------------- | --------------------------------- | --------------------------------- | -------------------------------------------------------------- |
| 2С34 «Хоста»                         |                                   | 120-мм                            | Росія                             | Самохідна артилерійська установка | 40                                |                                                                |
| 2С1 «Гвоздика»                       |                                   | 122-мм                            | СРСР Росія                        | Самохідна артилерійська установка | 130                               | Ще 1800 на зберіганні.                                         |
| 2С3 «Акація»                         |                                   | 152-мм                            | СРСР Росія                        | Самохідна артилерійська установка | 600                               | Ще 750 на зберіганні.                                          |
| 2С5 «Гіацинт-С»                      |                                   | 152-мм                            | СРСР Росія                        | Самохідна артилерійська установка | 120                               | Ще 750 на зберіганні                                           |
| 2С19 «Мста-С»                        |                                   | 152-мм                            | СРСР Росія                        | Самохідна артилерійська установка | 600                               | Ще 150 на зберіганні.                                          |
| 2С7 «Піон» 2С7М «Малька»             |                                   | 203-мм                            | СРСР                              | Самохідна артилерійська установка | 125                               | Ще 160 на зберіганні.                                          |
| 2С23 «Нона-СВК»                      |                                   | 120-мм                            | Росія                             | Самохідна артилерійська установка | 64                                |                                                                |
| 2С35 «Коаліція»                      |                                   | 152-мм                            | Росія                             | Самохідна артилерійська установка | 8                                 |                                                                |
| 2С4 «Тюльпан»                        |                                   | 240-мм                            | СРСР                              | Самохідний міномет                | 39                                | Ще 160 на зберіганні.                                          |
| Причепна артилерія                   |                                   |                                   |                                   |                                   |                                   |                                                                |
| МТ-12 «Рапіра»                       |                                   | 100-мм                            | СРСР                              | Протитанкова гармата              | 500                               | Ще 800 Т-12/МТ-12 на зберіганні.                               |
| 2Б16 «Нона-К»                        |                                   | 120-мм                            | СРСР                              | Гаубиця                           | 75                                |                                                                |
| Д-1                                  |                                   | 152-мм                            | СРСР                              | Гаубиця                           | 20                                | 500 на зберіганні                                              |
| Д-30                                 |                                   | 122-мм                            | СРСР                              | Гаубиця                           | 0                                 | 2400 на зберіганні                                             |
| М-30                                 |                                   | 122-мм                            | СРСР                              | Гаубиця                           | 0                                 | 2000 на зберіганні                                             |
| М-46                                 |                                   | 130-мм                            | СРСР                              | Гаубиця                           | 0                                 | 350 на зберіганні                                              |
| Д-20                                 |                                   | 152-мм                            | СРСР                              | Гаубиця                           | 100                               | 700 на зберіганні                                              |
| М-20                                 |                                   | 152-мм                            | СРСР                              | Гаубиця                           | 0                                 | 100 на зберіганні                                              |
| 2А36 Гиацинт-Б                       |                                   | 152-мм                            | СРСР                              | Гаубиця                           | 0                                 | 550 на зберіганні                                              |
| Б-4М                                 |                                   | 203-мм                            | СРСР                              | Гаубиця                           | 0                                 | 40 на зберіганні                                               |
| 2А65 «Мста-Б»                        |                                   | 152-мм                            | СРСР Росія                        | Гаубиця                           | 100                               | 250 на зберіганні                                              |
| Міномети                             |                                   |                                   |                                   |                                   |                                   |                                                                |
| М-1938                               |                                   | 120-мм                            | СРСР                              | Міномет                           | 0                                 | 450 на зберіганні                                              |
| 2Б14 «Поднос»                        |                                   | 82-мм                             | СРСР                              | Міномет                           | 800                               |                                                                |
| М-160                                |                                   | 160-мм                            | СРСР                              | Міномет                           | 0                                 | 150 на зберіганні                                              |
| 2С12 «Сані»                          |                                   | 120-мм                            | СРСР                              | Міномет                           | 675                               | 500 на зберіганні                                              |
| Реактивна артилерія                  |                                   |                                   |                                   |                                   |                                   |                                                                |
| БМ-21 «Град»                         |                                   | 122-мм                            | СРСР                              | Реактивна система залпового вогню | 400                               | На зберіганні 1500                                             |
| 9К55 «Град-1»                        |                                   | 122-мм                            | СРСР                              | Реактивна система залпового вогню |                                   | На зберіганні 200                                              |
| Торнадо-Г                            |                                   | 122-мм                            | Росія                             | Реактивна система залпового вогню | 160                               |                                                                |
| БМ-27 «Ураган»                       |                                   | 220-мм                            | СРСР Росія                        | Реактивна система залпового вогню | 200                               | 550 на зберіганні. Замовлена партія оновлених систем Ураган-М. |
| БМ-30 «Смерч»                        |                                   | 300-мм                            | Білоруська РСР СРСР Росія         | Реактивна система залпового вогню | 100                               |                                                                |
| ТОС-1 «Буратіно» ТОС-1А «Солнцепьок» |                                   | 220-мм                            | СРСР Росія                        | Реактивна система залпового вогню | 55                                | На шасі Т-72. Сучасна версія: ТОС-1А «Солнцепёк» на шасі Т-90. |

## Інженерна і спеціальна техніка
| Тип                            | Зображення                     | Виробництво                    | Призначення                                   | Кількість                      | Примітки |                                |
| Інженерні машини і спецтехніка | Інженерні машини і спецтехніка | Інженерні машини і спецтехніка | Інженерні машини і спецтехніка                | Інженерні машини і спецтехніка | Інженерні машини і спецтехніка | Інженерні машини і спецтехніка |
| ------------------------------ | ------------------------------ | ------------------------------ | --------------------------------------------- | ------------------------------ | --- | ------------------------------ |
| Зоопарк                        |                                | Росія                          | Радіолокаційна станція                        |                                | |                                |
| БРЕМ-1 БРЕМ-1М                 |                                | СРСР Росія                     | Броньована ремонтно-евакуаційна машина        |                                | Створена на базі шасі танка Т-72 |                                |
| БРЕМ-К                         |                                | СРСР Росія                     | Броньована ремонтно-евакуаційна машина        |                                | Розроблена на базі БТР-80 |                                |
| БРЕМ-Л                         |                                | СРСР Росія                     | Броньована ремонтно-евакуаційна машина        |                                | Розроблена на базі БМП-3 |                                |
| ММК                            |                                | Росія                          | Механізований мостовий комплекс               |                                | |                                |
| МТУ-90 МТУ-90М                 |                                | Росія                          | Танковий мостоукладальникик                   |                                | |                                |
| МТУ-72                         |                                | СРСР                           | Танковий мостоукладальник                     |                                | На шасі Т-72 |                                |
| ТММ-6                          |                                | Росія                          | Мостоукладальник                              |                                | |                                |
| ПДП                            |                                | Росія                          | Пором                                         |                                | На шасі Т-80 |                                |
| ГСП                            |                                | СРСР                           | Пором                                         |                                | |                                |
| ПТС-4                          |                                | Росія                          | Плавучий транспортер                          |                                | |                                |
| ПТС-3                          |                                | СРСР                           | Плавучий транспортер                          |                                | |                                |
| ПТС-2                          |                                | СРСР                           | Плавучий транспортер                          |                                | |                                |
| ИМР-3М                         |                                | Росія                          | Інженерна машина розгородження                |                                | На шасі Т-90 |                                |
| ИМР-2                          |                                | СРСР Росія                     | Інженерна машина розгородження                |                                | На шасі середнього танку Т-72 |                                |
| ІРМ                            |                                | СРСР                           | Інженерна розвідувальна машина                |                                | |                                |
| БАТ-2                          |                                | СРСР                           | Шляхопрокладач                                |                                | |                                |
| ПКТ-2                          |                                | СРСР                           | Шляхопрокладач                                |                                | |                                |
| МДК-3                          |                                | СРСР                           | Роторний траншейний екскаватор                |                                | |                                |
| БТМ-3                          |                                | СРСР                           | Траншейний екскаватор                         |                                | |                                |
| ГМЗ-3                          |                                | СРСР Росія                     | Універсальна система мінування                |                                | На шасі СУ-100П |                                |
| 2Ф77М                          |                                | Росія                          | Транспортно-заряджаюча машина ЗРПК Тунгуска-М |                                | |                                |
| ТЗМ-Т                          |                                | СРСР Росія                     | Транспортно-заряджаюча машина ТОС             |                                | На шасі Т-72 |                                |
| БМР-3                          |                                | Росія                          | Броньована машина розмінування                |                                | На шасі Т-72А |                                |
| БМР-3М                         |                                | Росія                          | Броньована машина розмінування                |                                | На шасі Т-90 |                                |
| УР-77 «Метеорит»               |                                | СРСР                           | Броньована машина розмінування                |                                | На шасі МТ-ЛБ |                                |
| АТЗ — 7.5 — 4320               |                                | СРСР Росія                     | Автоцистерна                                  |                                | На базі Урал-4320 з об'ємом 7,5 м³ |                                |
| УСМ-3                          |                                | СРСР Росія                     | Мостобудівна установка                        |                                | |                                |
| ЭОВ-3521                       |                                | СРСР Росія                     | Одноковшовий екскаватор                       |                                | |                                |
| ЭОВ-3522                       |                                | СРСР Росія                     | Одноковшовий екскаватор                       |                                | |                                |
| ЭОВ-4421                       |                                | СРСР                           | Одноковшовий екскаватор                       |                                | |                                |
| КС-3574М3                      |                                | СРСР Росія                     | Автомобільний кран                            |                                | |                                |
| КС-45731М2                     |                                | СРСР Росія                     | Автомобільний кран                            |                                | |                                |
| ПП-2005                        |                                | СРСР Росія                     | Понтонний парк                                |                                | |                                |
| ИГ-1М                          |                                | СРСР Росія                     | Гідролокатор                                  |                                | Малогабаритний інженерний гідролокатор |                                |
| БМК-225                        |                                | СРСР Росія                     | Катер                                         |                                | Буксирно-моторний катер |                                |
| ШЗМ-А                          |                                | СРСР Росія                     | Міношукач                                     |                                | Індукційний широкозахватний міношукач |                                |
| СКО-10/5                       |                                | Росія                          | Станція комплексної очистки і опріснення води |                                | На шасі Урал-532361 |                                |
| Урал-43206                     |                                | Росія                          | Санітарна машина                              |                                | |                                |
| МТ-ЛБ                          |                                | СРСР Польща Україна            | Санітарна машина                              |                                | |                                |
| МТО-БТ-1                       |                                | Росія                          | Майстерня технічного обслуговування           |                                | |                                |
| АРС-14КМ                       |                                | Росія                          | Авторозливна станція                          |                                | |                                |
| РХМ-4                          |                                | СРСР Росія                     | Розвідувальна хімічна машина                  |                                | На шасі БТР-80. |                                |
| РХМ-6                          |                                | Росія                          | Розвідувальна хімічна машина                  |                                | На шасі БТР-80. |                                |
| РПМ-2                          |                                | Росія                          | Розвідувальна пошукова машина                 |                                | На шасі БТР-80. |                                |
| ТДА-2К ТДА-3                   |                                | Росія                          | Димова машина                                 |                                | Димова машина зі станцією приготування і відновлення аерозолестворюючих речовин. Призначена для постановки аерозольних завіс з метою маскування. |                                |
| К-612-О                        |                                | Росія                          | Станція виявлення ядерних вибухів             |                                | Станція виявлення К-612-О входить до складу світлотехнічного комплексу К-612-ОК, який призначений для знаходження ядерних вибухів в зоні відповідальності оперативного командування і складається з трьох станцій К-612-О. |                                |
| РАСТ-3К                        |                                | Росія                          | Розрахункова аналітична станція               |                                | Призначена для автоматизованого збору, обробки, накопичення і зберігання даних наземної ї повітряної РХБ розвідки. |                                |
| ПМ РХБЗ-1                      |                                | Росія                          | Рухома майстерня                              |                                | Рухома мастерская військ РХБ захисту ПМ РХБЗ-1. |                                |
| МРК-46                         |                                | Росія                          | Робототехнічний комплекс                      |                                | Мобільний робототехнічний комплекс. |                                |
| Дзержинець                     |                                | Росія                          | Комплекс збору і обробки даних                |                                | Уніфікований комплекс збору і обробки даних «Дзержинець». Призначений для збирання в польових умовах даних від сучасних засобів засічки ядерних вибухів та технічних засобів РХБ розвідки, оцінки і формування висновків про РХБ обстановку, а також видача відповідних даних. Комплекс «Дзержинец» складається з двох модулів на шасі КАМАЗ 5350: приймального і реєструвального МСБД, аналізуючого та видаючого МВОП. |                                |
| Р-166                          |                                | СРСР Росія                     | Радіостанція                                  |                                | |                                |
| Р-166-0,5                      |                                | СРСР Росія                     | Радіостанція                                  |                                | |                                |
| Р-161А2М                       |                                | СРСР Росія                     | Радіостанція                                  |                                | |                                |
| Р-419А                         |                                | СРСР Росія                     | Радіорелейна станція                          |                                | |                                |
| П-240ТБр П-240ТМН              |                                | СРСР Росія                     | Комплексна апаратна зв'язку                   |                                | |                                |
| Р-439-БК                       |                                | СРСР Росія                     | Станція спутникового зв'язку                  |                                | Станція спутникового зв'язку мобільна на бронебазі |                                |
| Р-142Н                         |                                | СРСР Росія                     | Командно-штабна машина                        |                                | |                                |
| 1V110                          |                                | СРСР                           | Командно-штабна машина                        |                                | |                                |
| Р-142НМР                       |                                | СРСР Росія                     | Командно-штабна машина                        |                                | Комбінована радіостанція. Призначена для забезпечення керівництва частинами і підрозділами збройних сил і інших силових структур як в автономному режимі, так і в складі АСУВ Т3. |                                |
| Р-145БМ                        |                                | СРСР                           | Командно-штабна машина                        |                                | |                                |
| Р-149БМР                       |                                | СРСР Росія                     | Командно-штабна машина                        |                                | |                                |
| МППУ КБр                       |                                | Росія                          | Командно-штабна машина                        |                                | Мобільний польовий пункт управління командира бригади РХБЗ. Складається из польового командного пункту управління, модуля обміну даними і машини забезпечення. |                                |
| Р-423-2                        |                                | СРСР Росія                     | Тропосферна станція                           |                                | |                                |